# La Cala (Palermo)
La Cala è un arco di mare compreso fra la via Francesco Crispi e il Foro Italico e corrisponde al porto più antico di Palermo, ed attualmente vi si accede attraverso l'imboccatura del Porto di Palermo.

## Storia

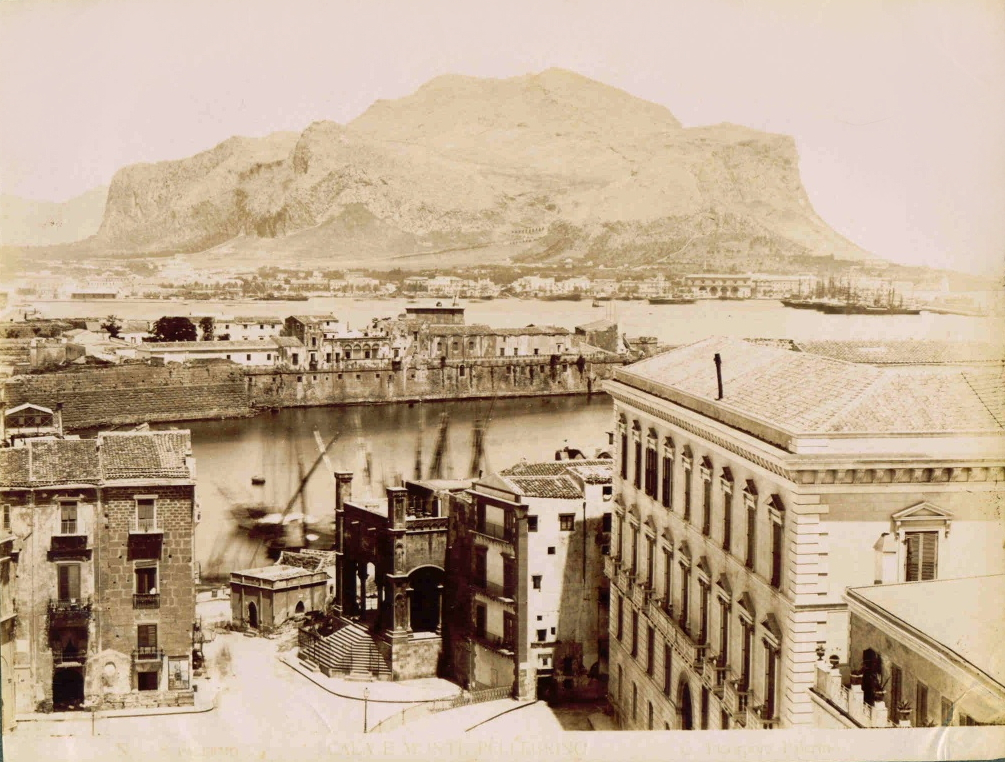
Foto di fine '800 della cala e del Castello a Mare

Per primi furono i Fenici a sfruttare quest'insenatura naturale (originariamente molto più estesa verso l'entroterra) nella quale sfociavano i fiumi Kemonia e Papireto che adesso, a causa dell'espansione del centro storico, hanno un letto sotterraneo ed in tempi post-bellici sono stati deviati a parecchia distanza. Il bacino era protetto ad est dal Castello a Mare, il molo venne costruito fra il 1300 e il 1445 e rimase il principale approdo della città fino al XVI secolo, periodo in cui iniziò lo sviluppo portuale delle zone dei quartieri di Santa Lucia (l'attuale Borgo vecchio) e di Sant'Erasmo. Anche se nel corso dei secoli il maggior traffico marittimo si spostò dalla Cala al porto vero e proprio (più a nord), l'insenatura attirò sempre l'interesse degli urbanisti palermitani nei vari periodi storici. Alcuni fra i progetti vincitori del concorso riguardo al Piano regolatore della città del 1939, ne ipotizzarono l'interramento, la squadratura o addirittura un ponte, che attraversando la Cala avrebbe congiunto il lungomare Crispi con il Foro Italico, ma non diventarono ufficialmente parte del piano regolatore cittadino e non vennero attuati.

## Stato attuale e futuro

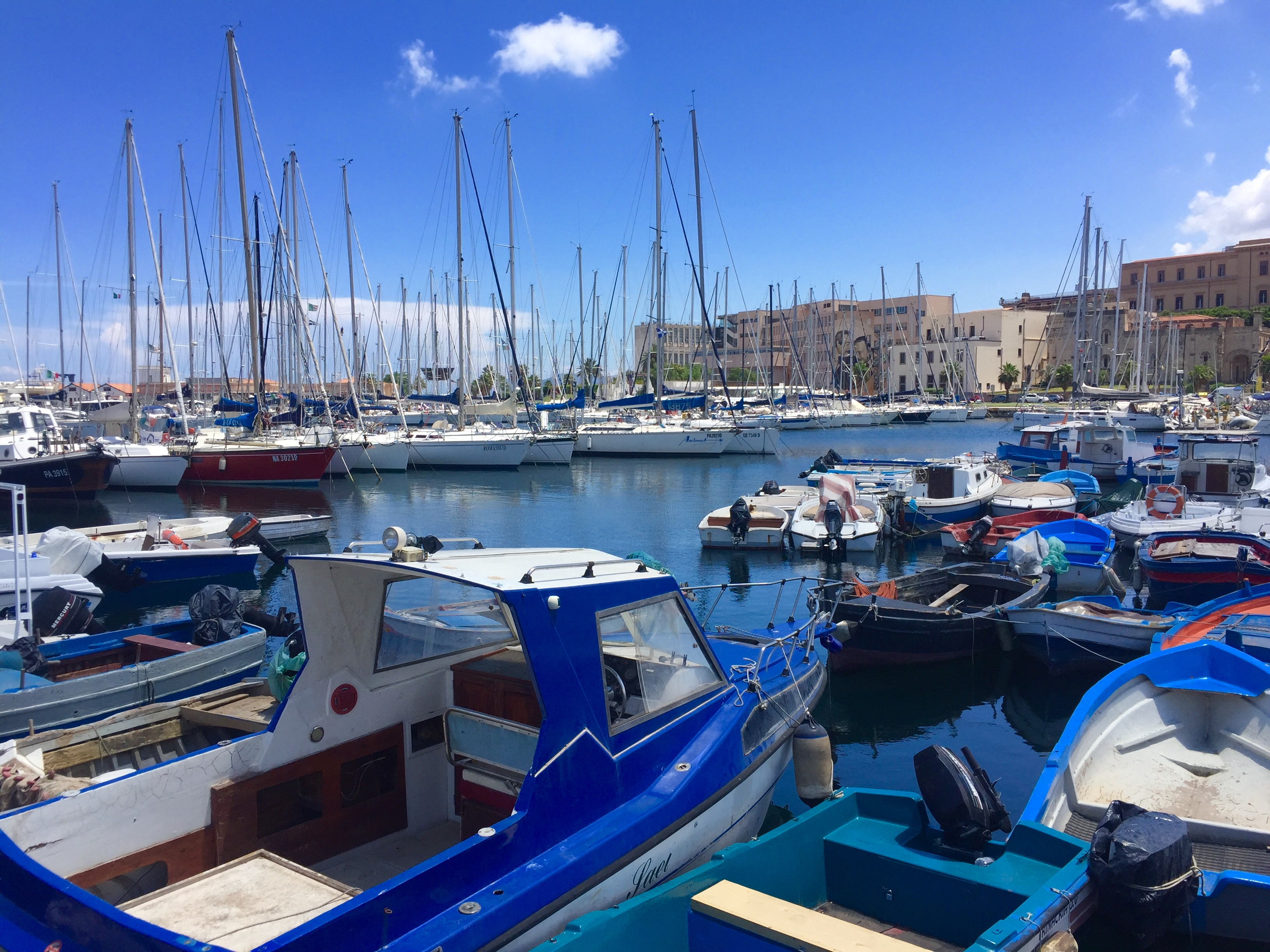
Vista della Cala

Attualmente la Cala si presenta come un porticciolo turistico a forma di "U" all'interno del centro storico. Nel settembre 2007 sono terminati i lavori di dragaggio del bacino con la rimozione di 19 relitti presenti sul fondo, nel giugno 2008 sono terminati i lavori che hanno ottimizzato la rete fognaria del centro storico, visto che buona parte di essa finiva all'interno della stessa Cala creando situazioni di pessima igiene e cattivi odori continui. Nel luglio 2008 è stato presentato un nuovo Piano Regolatore Portuale che si concentra molto sul recupero urbanistico della Cala, in particolare è prevista una pista ciclabile che si collega a quelle già costruite presso il Foro Italico e via Crispi, inoltre è anche previsto un club del mare dotato di piscina.